# Stepenitztal
Stepenitztal là một xã (Gemeinde) thuộc huyện Nordwestmecklenburg, bang Mecklenburg-Vorpommern, Đức. Xã này được thành lập ngày 25 tháng 5 năm 2014 trên cơ sở hợp nhất 3 xã cũ là Börzow, Mallentin và Papenhusen.